# Dmitri Kondràtiev
Dmitri Iúrievitx Kondràtiev rus: Дмитрий Юрьевич Кондратьев (nascut el 25 de maig de 1969 a Irkutsk, Rússia) és un cosmonauta rus. Va servir com a tripulant en l'Estació Espacial Internacional en la missió de llarga duració de l'Expedició 27 com a Comandant, havent servit també com a Enginyer de Vol en l'Expedició 26 durant la mateixa estada a l'espai. Kondràtiev va viatjar a l'espai per primer cop a bord de la nau Soiuz TMA-20 el desembre de 2010.